# Revolutionaire Socialistische Partij (India)

De vlag van het RSP

De Revolutionaire Socialistische Partij (PSP) is een marxistisch-leninistische politieke partij in India.
De partij is opgericht in 1940.
De algemeen secretaris van de partij is K. Pankajakshan uit Kerala. De partij is het sterkst in de staat West-Bengalen, waar het een lid is van het Links Front die sinds 1977 in West-Bengalen aan de macht zijn. Het Links Front is sinds begin 2009 weer een onderdeel van het Derde Front.
De jongerenorganisatie gelieerd aan de partij is het Revolutionaire Jeugdfront.
Bij de algemene verkiezingen voor de Lok Sabha van 2009 kreeg de partij 2 zetels, een verlies van 1 zetel vergeleken met 2004.